# Alrosa
Alrosa (tiếng Nga: АЛРОСА) là một công ty khai thác kim cương của Nga chuyên khai thác, sản xuất và kinh doanh kim cương. Công ty dẫn đầu thế giới về khối lượng khai thác kim cương. Việc khai thác diễn ra ở Tây Yakutia, khu vực Arkhangelsk và Châu Phi. Alrosa là công ty kim cương hàng đầu của Nga, chiếm 95% sản lượng kim cương của Nga và 27% sản lượng kim cương toàn cầu. 
Trụ sở chính của công ty được đặt tại Mirny (Cộng hòa Sakha) và Moscow. 

Mỏ lộ thiên "Mir", Mirny, Yakutia

Mỏ ngầm "quốc tế", Mirny, Yakutia

## Cấu trúc công ty

### Cổ đông
ALROSA là công ty khai thác kim cương đại chúng lớn nhất của ngành, với 33% thuộc sở hữu của Liên bang Nga. Vốn hóa thị trường của Công ty là 553 tỷ RUB trong năm 2017 (9,6 tỷ USD).
Vào ngày 13 tháng 3 năm 2017, Serge Ivanov đã được bầu làm chủ tịch của ALROSA. Kể từ ngày 11 tháng 1 năm 2018, vị trí lãnh đạo cấp cao đã được đổi tên thành "giám đốc điều hành - chủ tịch ủy ban điều hành".

Thợ mỏ, mỏ quốc tế "Quốc tế", Mirny, Yakutia

Nhà máy chế biến ở Srednekansky, Magadan Oblast

## Chỉ số tài chính
- Báo cáo tiêu chuẩn: IFRS
- Kiểm toán viên: PWC - không có nhận xét

Kim cương thô tại Trung tâm phân loại kim cương (DSC), Mirny, Yakutia

- Đơn vị đo lường: RUB bn

|                            | 2015       | 2016       | 2017       |
| Tổng tài sản               | 435        | 473        | 428        |
| Nợ phải trả                | 228        | 179        | 86         |
| Cán cân tài chính          | 152        | 257        | 267        |
| Tiền thu được              | 225        | 317        | 275        |
| Lợi nhuận                  | 32         | 133        | 79         |
| Cổ phiếu                   | 7364965630 | 7364965630 | 7364965630 |
| Thu nhập trên mỗi cổ phiếu | 4,21       | 17,85      | 10,47      |

## Kết quả tài chính
- Năm 2017, ALROSA đã vượt chỉ tiêu của năm, sản xuất 39,6 triệu carat kim cương, tăng 6% so với cùng kỳ.[10]
- Doanh số kim cương của Tập đoàn ALROSA đã vượt 41 triệu carat trong năm 2017, tăng 3% so với năm trước.[11]
- Năm 2017, doanh thu của công ty là 275,4 tỷ RUB, EBITDA là 126,9 tỷ RUB, lợi nhuận ròng là 78,6 tỷ RUB.[12]
- Vốn hóa thị trường của ALROSA năm 2017 là 553 tỷ RUB hoặc 9,59 tỷ USD tính đến cuối kỳ báo cáo.[9]